# Socialistes démocrates (Norvège)
Les Socialistes démocrates (Demokratiske Sosialister) est un ancien parti politique de gauche norvégien, formé en 1973 et dissout en 1976.

## Histoire
En 1972, une partie des travaillistes a milité contre le référendum d'adhésion à la CEE à travers un comité : Arbeiderbevegelsens informasjonskomité mot norsk medlemskap i EF alors que les travaillistes étaient pour l'adhésion. Par conséquent, les opposants choisirent de quitter le parti travailliste pour créer leur propre parti : les Socialistes démocrates. Lesquels se sont présentés aux législatives de 1973 dans le cadre de l'Alliance électorale socialiste. En 1975, le parti s'est prononcé pour la création du parti de rassemblement appelé Parti socialiste de gauche, ce qui eut pour conséquence l'auto-dissolution du parti des Socialistes démocrates en 1976.